# Гавриил Мелекесский
Архимандрит Гавриил (в миру Иван Иванович Игошкин; 23 мая 1888, деревня Самодуровка (Садовка) Пензенской губернии — 18 октября 1959, Мелекесс) — священнослужитель Русской православной церкви, настоятель храма Святителя Николая в Пыжах. Святой Русской православной церкви, канонизирован 20 августа 2000 года для почитания в Соборе новомучеников и исповедников Российских и в Соборе Симбирских святых.

## Биография
Игошкин Иван Иванович родился 23 мая 1888 года по старому стилю в деревне Самодуровка Городищенского уезда (ныне — п. Садовка Городищенского района Пензенской области) в глубоко верующей крестьянcкой семье. После двух классов церковного училища шесть лет провёл послушником в монастыре Жадовской Казанско-Богородицкой пустыни. В 1909 году послушника Иоанна призывают на военную службу в царскую армию. В 1909—1913 годах он служил в крепости города Ковно певчим при Петро-Павловском военном соборе. В 1914 призван на Первую мировую войну. В конце 1917 года Иван был демобилизован по болезни и возвратился в родную деревню. Служил псаломщиком в храме во имя Рождества Христова.

### Рукоположение в сан и служение

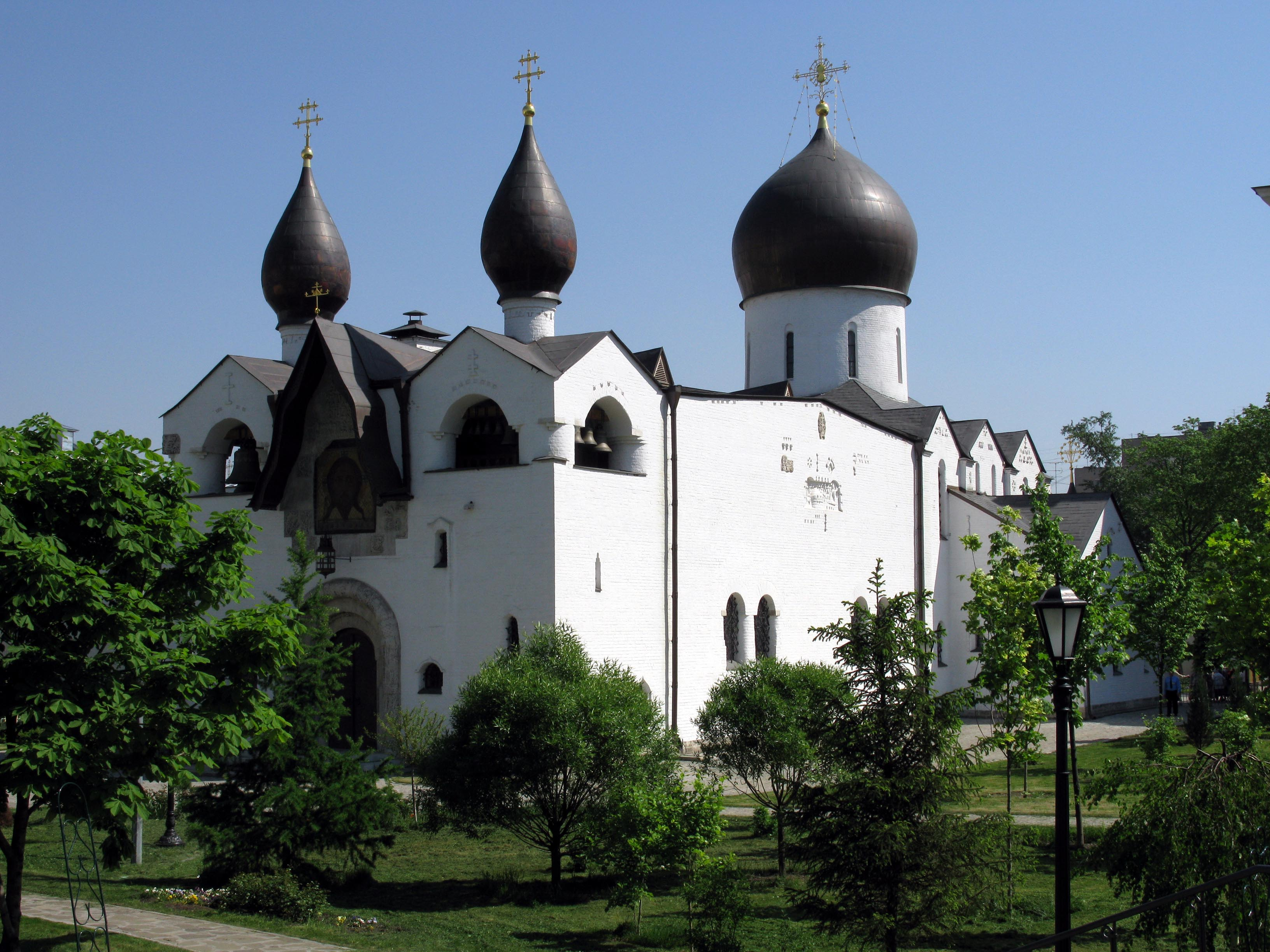
Храм Покрова Пресвятой Богородицы Марфо-Мариинской обители

В январе 1921 года епископом Уральским и Николаевским Тихоном (Оболенским) Иоанн рукоположён в диаконы и начал службу в Троицком храме города Покровска. В 1922 году состоялась его иерейская хиротония. С переездом митрополита Тихона в 1922 году Москву, отец Иоанн отправился с ним. В 1922—1928 годах служил в Покровском соборе Марфо-Мариинской обители.
В ходе обновленческого раскола в Русской церкви отец Иоанн отверг обновленчество и остался верен патриарху Тихону. После его кончины отец Иоанн считал митрополита Сергия (Страгородского) местоблюстителем патриаршего престола, будучи сторонником централизованной власти в Церкви.
В 1926 году известная Марфо-Мариинская обитель была закрыта, все монахини с настоятельницей Валентиной (Гордеевой) были взяты под стражу и отправлены в ссылку. В 1928 году Покровский храм был осквернён и превращён в кинотеатр. 28 августа 1928 года воинствующие безбожники выносили из храма иконы, ризы с камнями снимали, а иконы ломали и сжигали.
В 1929 году отец Иоанн принял монашество под именем Гавриил, а через год был возведён в сан игумена. После закрытия Покровского храма отец Иоанн и его последний настоятель отец В. Воронцов (позднее митрополит Ленинградский и Ладожский Елевферий) начали служить в храме святителя Николая в Пыжах, неподалёку от Марфо-Мариинской обители. В ночь с 28 на 29 октября 1929 года отец Вениамин был арестован с обвинением «контрреволюционная деятельность», помещён в Бутырскую тюрьму, а после этапирован в лагерь. До 1934 года настоятелем Никольского храма стал отец Иоанн.

### Репрессии
В 1931 году игумен Гавриил был подвергнут первому аресту по обвинению в «систематической антисоветской деятельности». Вместе с ним в четвёртый раз была арестована и Татьяна Гримблит. Отец Гавриил подвергался изнурительным допросам. Они оба были осуждены на три года лагерей. В протоколах допросов отец Гавриил показал: «Против власти среди прихожан агитации я не вёл. Я всегда говорил, что Советская власть как и всякая власть, дана Богом, поэтому ей надо подчиняться и за неё молиться, чтобы Господь улучшил положение верующих». Виновным себя он не признал.

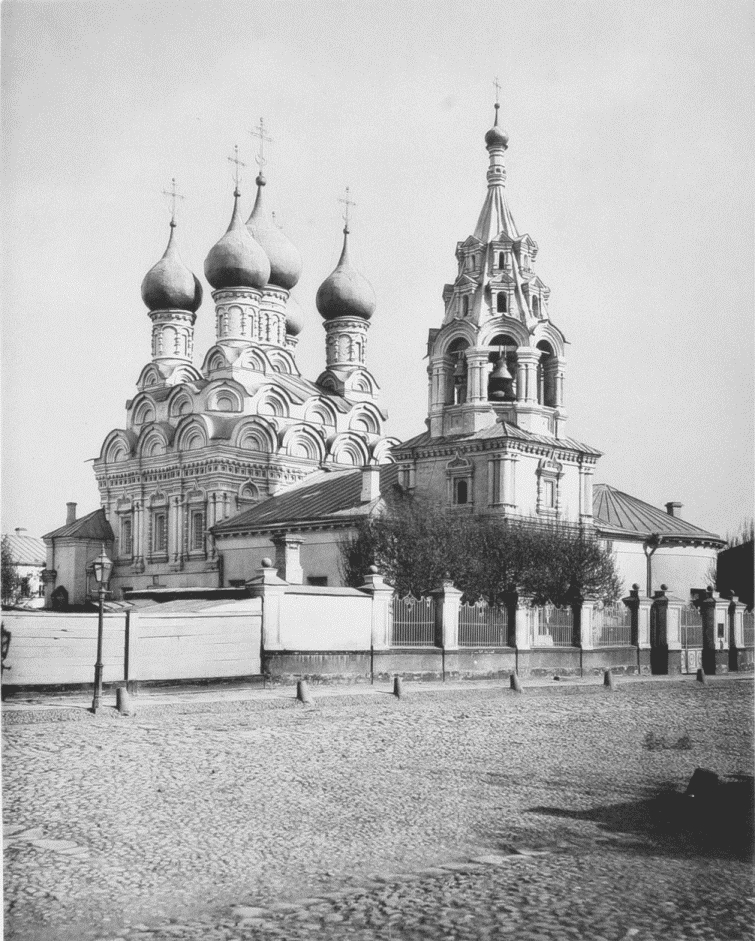
Храм Святителя Николая в Пыжах. Фотография Николая Найдёнова 1882 года

Заключение отбывал в Вишлаге Екатеринбургской области. В лагере было много заключённых священнослужителей — протоиерей Глеб Коптягин, иеромонах Нектарий (Григорьев, впоследствии митрополит), епископ Омский Антоний (Миловидов). Тут отец Гавриил находился до 29 июня 1932 года, после чего по болезни был освобожден и сослан в город Ростов Ярославской области под надзор ОГПУ, а позже отправлен во Владимир отбывать ссылку до декабря 1933 года.
Выйдя на волю, отец Гавриил вернулся в Москву, продолжил служить в храме святителя Николая в Пыжах. В 1934 году архиепископом Московским Питиримом (Крыловым) производится в сан архимандрита. Но в 1934 году Никольский храм был захвачен обновленцами. Отец Гавриил переходит в храм Воскресения Христова в Кадашах. В праздник Преображения Господня, 19 августа 1934 года, прямо во время торжественной службы, он и девять других священников были арестованы.
Последовало новое обвинение принадлежности к «контрреволюционной церковно-монархической группировке». Однако 3 октября его освобождают «за недоказанностью вины». Московская церковь, где служил отец Гавриил, была закрыта. Он переходит в Покровскую церковь села Звягино (Пушкинский район Московской области). В 1936 году храм в Звягине был сожжён комсомольцами. Отец Гавриил переехал служить в храм Сошествия Святого Духа города Пушкино.
4 ноября 1936 года прямо во время службы на празднике иконы Казанской Божией Матери его в очередной раз арестовали по обвинению в контрреволюционной деятельности и поместили в Бутырский изолятор. 7 января 1937 года отцу Гавриилу дали на ознакомление обвинительное заключение. За участие в вымышленной «контрреволюционной группе» он был приговорён к пяти годам ИТЛ. Отца Гавриила отправили по этапу в посёлок Чибью в область Коми, в Ухтпечлаг. В воспоминаниях отец Гавриил писал:

Ночью мною было тайно отслужено Пасхальное богослужение — все присутствующие причастились Святых Христовых Таин… Всем казалось, что все сделано тайно и начальство ничего не узнает. Утром вызвал меня начальник и грозно приказал… мести лагерный двор. — «Товарищ начальник, сегодня великий праздник Пасхи, нарушать его не буду»… Тогда начальник вызвал надзирателя, который, обрив наголо мне голову и сбрив бороду, отпустил с насмешкой: «Вот тебе, поп, и Святая Пасха!»

Срок заключения заканчивался в конце 1941 года, но отец Гавриил был выпущен только в июле 1942 года. После освобождения работал при лагере до октября 1942 года, потом уехал в город Кузнецк Пензенской области к своей сестре Пелагее. Прожив у неё около месяца, он пошёл пешком в Ульяновск, чтобы получить назначение на службу: здесь в эвакуации пребывало руководство Московской Патриархии во главе с митрополитом Сергием (Страгородским). В Ульяновске отцу Гавриилу НКВД служить не разрешил. До конца войны он прожил в селе Базарный Урень у двух верующих женщин, Матрёны и Анны Беляковых.
К 1946 году прошения отца Гавриила о назначении места служения были, наконец, удовлетворены — епископ Ульяновский и Мелекесский Софроний хотел назначить его настоятелем Богородице-Неопалимовского храма в Ульяновске. Однако уполномоченный по делам религий, из-за популярности батюшки, запретил ему прописку в Ульяновске. Тогда отец Гавриил стал настоятелем Николаевской церкви города Мелекесс.
В 1949 году по доносу приходского регента Костина арестован и в очередной раз обвинен в «антисоветской настроенности и агитации». На суде отец Гавриил показал: «Настроен я религиозно, я человек верующий, антисоветской агитацией никогда не занимался. Нигде и никто не слышал от меня враждебных слов в адрес советской власти и её вождей. Сборищ не собирал, проповеди говорил только в церкви, призывал верующих к честному труду и исполнению своих гражданских обязанностей, заботе о семье и быть полезным членом общества и государства».
29 декабря 1949 года областной суд приговорил отца Гавриила к десяти годам заключения. 60-летний больной священник был этапирован в лагеря в город Мариинск (Кемеровская область).

### Освобождение и реабилитация
4 сентября 1953 года он обратился в Верховный Суд СССР с просьбой отменить решение Ульяновского областного суда как незаконное и построенное на клеветнических показаниях свидетелей.
3 октября 1954 года в ходе заседания Кемеровского областного суда было вынесено определение о досрочном освобождении гражданина Игошкина по болезни. Священник был выпущен из-под стражи 23 октября, отсидев ровно половину срока.
6 января 1955 года Президиум Верховного суда РСФСР вынес постановление о его полной реабилитации. Архимандрит Гавриил вернулся в Мелекесс, где ему был возвращён конфискованный дом.
За три тюремных срока по надуманным обвинениям, по сути за веру, Гавриил (Игошкин) пробыл за решёткой 17 лет.

### Последние годы и смерть
После освобождения отец Гавриил ослаб, молился дома. Он принял свои испытания как должное:

 Я рад, что Господь сподобил меня пострадать вместе с моим народом и потерпеть сполна все скорби, которые не единожды выпали на долю православных, что испытания посылаются человеку от Бога и необходимы для его очищения и освящения.
Перефраз этой мысли был сделан через несколько лет совершенно независимо в стихотворении Анны Ахматовой: 

Я была тогда с моим народом, Там, где мой народ, к несчастью, был. 1961
Летом 1956 года архимандрит Гавриил совершил свою последнюю поездку в Пензенскую область — на свою малую родину. Он прошёл сёла Сыреси, Самодуровку, Шугурово, Шкудим, Качим, где ещё жили его родственники, служил Божественную литургию, тайно крестил младенцев. Отслужил службу на могиле родителей, похороненных в селе Сыреси. После возвращения в Мелекесс отец Гавриил сильно ослаб. Предчувствуя отход, 18 октября 1959 года он попросил прочесть над ним «Канон при разлучении души от тела». Умер во сне.

## Канонизация и прославление
Прославлен в лике святых Русской православной церкви 20 августа 2000 года для общецерковного почитания в Соборе новомучеников и исповедников Российских на Архиерейском соборе Русской православной церкви. Считается небесным покровителем Димитровграда.
Память 5 октября, в Соборах новомучеников и исповедников Церкви Русской и Симбирских святых.
18 октября 2000 года были обретены его святые мощи, почивающие ныне в Никольском соборе города Димитровграда.
В 2004 году на малой родине архимандрита Гавриила в селе Сосновке Пензенской области был возведён деревянный храм, освящённый во имя преподобноисповедника Гавриила. Инициатором стала жительница города Ульяновска Л. В. Куликова, исследователь и биограф отца Гавриила. Храм стоит на месте родительского дома отца Гавриила. Рядом установлен памятный крест.